# Tatiane Sakemi
Tatiane Mayumi Sakemi (São Caetano do Sul, São Paulo, 22 de marzo de 1986) es una nadadora brasileña de estilo pecho. Participó en los Juegos Olímpicos de Pekín en las pruebas de 100 y 200 metros pecho, y en el equipo brasileño del relevo 4×100 metros combinado. En 2010 ganó el oro en la prueba de los 4 × 100 metros combinado de los Juegos Suramericanos de Medellín. Al año siguiente logró el bronce en los 4 × 100 metros combinado de los Juegos Panamericanos de Guadalajara.
Sakemi es de ascendencia japonesa, y es la actual plusmarquista suramericana de los 50 y 100 metros pecho, tanto en piscina corta como olímpica.